# Jip Bartels
Jip Bartels (Tilburg, 10 december 1992) is een Nederlandse acteur en stemacteur.

## Biografie
Bartels studeerde in 2015 af aan Codarts, Hogeschool voor de Kunsten in Rotterdam, richting muziektheater, onder artistieke leiding van Anouk Beugels.
In 2015-2016 speelde Bartels de rol van Eugene in Grease. Daarna was hij te zien in Hair en She Loves Me. Verder speelde hij bij Toneelgroep De Appel en speelde op verschillende theaterfestivals als De Parade, Festival d'Avignon en Operadagen Rotterdam. Ook spreekt hij stemmen in voor tekenfilms en tv-series. Hij sprak de Nederlandse stem in van Aladdin in de Disney-remake van Aladdin.
Jip is de neef van musicalacteur Freek Bartels.

## Filmografie

### Theater
| Jaar        | Titel                          | Producent                                        | Rol                          |
| ----------- | ------------------------------ | ------------------------------------------------ | ---------------------------- |
| 2011        | Love Left                      | Theatergroep DOX                                 | performer                    |
| 2013        | Jesus Christ Superstar         | Young Cultural Collective                        | Petrus                       |
| 2014        | De Drijvende Stad              | Toneelgroep De Appel                             | Raven                        |
| 2014        | Carnavalskinderen              | Club Gewalt / De Parade                          | performer                    |
| 2014        | The Humans                     | WDW / Festival d'Avignon                         | Bullen                       |
| 2015 - 2016 | Grease                         | Stage Entertainment                              | Eugene                       |
| 2016 - 2017 | Hair                           | Stage Entertainment                              | McNamara, cover Claude/ Woof |
| 2018        | Smalfilm                       | zaal 3                                           | performer                    |
| 2018        | She Loves Me                   | De Kernploeg                                     | Laszlo                       |
| 2018 - 2019 | Expeditie Eiland               | Rick Engelkes Producties                         | Wesley                       |
| 2020 - 2021 | Hello Dolly                    | MediaLane / De Theateralliantie                  | Stanley, cover Barnaby       |
| 2021        | Pink Elephants on Parade       | Theater Walhalla / De Transmissie                | Peter                        |
| 2022        | A Kind of Odyssey              | Job Greuter / MusicalMakers                      | performer                    |
| 2022        | Hello Again                    | De Kernploeg                                     | het Jonge Ding               |
| 2023        | Wat Vreet er aan Donnie Druif? | MaxTak Muziektheater / Marmoucha Orchestra       | Donnie Druif                 |
| 2024        | Rijnreisje                     | De Toneelmakerij & Steef de Jong                 | performer                    |
| 2024        | Jesus Christ Superstar         | Albert Verlinde Theater / Senf Theaterproducties | Peter                        |

### Televisie
- 2016: Jeuk (serie) - Jip
- 2018: SpangaS (serie) - Levi
- 2019: Papadag (serie) - gastrol
- 2023: Polder (film) - Sander

## Stemacteur

### Series
- 2025: Agent Binky - Harry Gedis
- 2025: Bet - Suki
- 2024: Young Justice - Beast Boy
- 2024: De Wereld van Barney - Billy
- 2024: PatsBoemKledder - Wikkie de Fikkie
- 2024: Beyblade X - Titus Manju
- 2024: Jurassic World: De Chaostheorie - Ben
- 2024: Pokemon Horizons - Amethio
- 2023: One Piece - Koby
- 2023: Lu en de Dolle Boel - Barnaby
- 2023: Pokémon: Weg naar de top - Edgar Troy, Tonio
- 2023: Invincible - William Clockwell
- 2023: StoryBots: Antwoordtijd - Doink
- 2023: Gremlins: Geheimen van de Mogwai - Radijs
- 2023: Hamster & Grietje - Kevin
- 2023: Jade Armor - Xinyan
- 2023: Pokémon - Hop
- 2022: Star Wars: Tales of the Jedi - Zoon van de senator
- 2022: Sago Mini-vriendjes - Dennis
- 2022: Niek de Groot - Benny
- 2022: De Geweldige Yellow Yeti - Anders
- 2022: Ninja Express - Konpeki
- 2022: De Geest en Molly McGee - Darryl
- 2021: Baby Shark's Grote Show - Ernie
- 2021: Mickey Mouse Funhouse - Funny
- 2021: Star Wars: Visions - Jay (episode 2), T0-B1 (episode 6)
- 2021: Mini Ninja's - Shun
- 2021: ♥ Voor Arlo - Arlo
- 2021: Het Mysterieuze Benedict Genootschap - Jesse
- 2021: Cleopatra in de Ruimte - Brian
- 2021: Splat & Seymour - Plank
- 2021: Muppet Babies - Scooter
- 2021: Go Dog Go - Gilbert
- 2020: Novelmore - Arwynn
- 2020: Barbapapa - Barbabee
- 2020: Flap de Hond - Victor
- 2020: Ik, Elvis Riboldi - Sunte Lee
- 2020: Jurassic World Camp Cretaceous - Ben
- 2020: Super Caribou - Bernard de Eekhoorn
- 2020: The Expanding Universe of Ashley Garcia - Stick

- 2019: Moomin Vallei - Moomin
- 2019: Bia - Pietro
- 2019: Total Dramarama - Duncan
- 2019: Disney 11 - Ulises
- 2019: Go Away, Unicorn! - Ollie
- 2019: Victor en Valentino - Victor
- 2019: The Dark Crystal: Age of Resistance - Kylan
- 2019: Trolls - Guy Diamond
- 2019: Supermonsters - Lupo
- 2019: No Good Nick - Eric
- 2019: Transformers: Rescue Bots Academy - Hot Shot
- 2019: Miraculous: Tales of Ladybug & Cat Noir - Marc
- 2019: Penny op M.A.R.S. - Mike / Nick
- 2019: Go! Vive a Tu Manera - Gaspar
- 2019: Butterbean's Cafe - Spatch
- 2019: Het Verbond voor Magische Zaken - Darra
- 2018: Groen In De Grote Stad - Cricket
- 2018: Kulipari: Droomwandelaar - Darel
- 2018: Find Me In Paris - Max
- 2018: Knight Squad - Arc
- 2018: Top Wing - Brody
- 2018: The Who Was? Show - Adam
- 2018: Yo-kai Watch - Eddy
- 2018: Pokémon - Ilima
- 2017: Nijntje - Boris
- 2017: Billy Dilley’s Ondergrondse Super Zomer - Tony
- 2017: Thomas de Stoomlocomotief - Skiff
- 2017: My Little Pony - Rumble
- 2017: Backstage - Jax Gardner
- 2017: Elena van Avalor - Alonso
- 2017: Evermoor - Iggy
- 2017: Mako Mermaids - Karl
- 2017: Mia & Me - Fabio
- 2017: Luna Petunia - Boomshine
- 2017: Henry Danger - Frankini
- 2017: Beyblade Burst - Kyou

### Films
- 2025: Hopper 2: Het Geheim van de Marmot - Hopper
- 2025: De Super Elfkins - Kipp
- 2025: Big Trip 3: Race om de Wereld - Karl
- 2025: Groen In De Grote Stad de Film: Ruimtevakantie - Cricket
- 2025: Henry Danger: The Movie - Frankini
- 2024: The Canterville Ghost - Henry
- 2024: Garfield - Jon
- 2024: Niko 3: Voorbij het Noorderlicht - Leo Lemming
- 2024: Katak de Dappere Beloega - Katak
- 2023: Trolls 3 in Harmonie - Kid Ritz
- 2023: Once Upon a Studio - Aladdin
- 2023: Elemental - Overige stemmen
- 2023: Rikkie de Ooievaar 2 - Rikkie
- 2023: Ruby Kieuwmans: Tiener met Tentakels - Trevin
- 2023: De Notenkraker en de Toverfluit - Philip
- 2022: De Wraak van de Ninja 2 - Odysseus
- 2022: Strange World - Overige stemmen
- 2022: Big Trip 2: Een Beregoed Avontuur - Karl
- 2022: Knabbel en Babbel: Rescue Rangers - Babbel
- 2022: Stand By Me Doraemon - Sewashi
- 2022: Paashaas Academie - Max
- 2021: Encanto - Camilo Madrigal
- 2021: Ron's Gone Wrong - Noah
- 2021: Pieter de Poolvos - Pieter
- 2021: Takeover - Danny
- 2021: Luca - Guido
- 2021: Arlo the Alligator Boy - Arlo
- 2020: Selma's Grote Wens - Pedro
- 2020: Big Trip - Karl
- 2020: Go Fish - Alex
- 2020: Vader Met Vier Kinderen Op De Top - Peter
- 2019: Aladdin  - Aladdin
- 2019: Sneeuwrace - Piers
- 2019: Back of the Net - Lewis
- 2019: Marvel Rising: Secret Warriors - Dante Inferno
- 2019: Manou op de Meeuwenschool - Luc
- 2019: Maya de Bij: de Honingspelen - Kruipie
- 2019: Peperbollen en de Vloek van de Zwarte Koning - Olaf
- 2018: De Hazenschool - Max
- 2018: Het Leven van een Loser - Rodrick
- 2018: Pup Star 2 - Ruff
- 2017: Gamba - Bobo
- 2017: Bibi & Tina: Jongens tegen de Meiden - Urs
- 2016: Albert - Albert
- 2016: Lost In The West - Dave